# Phyllodium vestitum
Phyllodium vestitum är en ärtväxtart som beskrevs av George Bentham. Phyllodium vestitum ingår i släktet Phyllodium och familjen ärtväxter. Inga underarter finns listade i Catalogue of Life.